# ジョン・アンダーソン (動物学者)

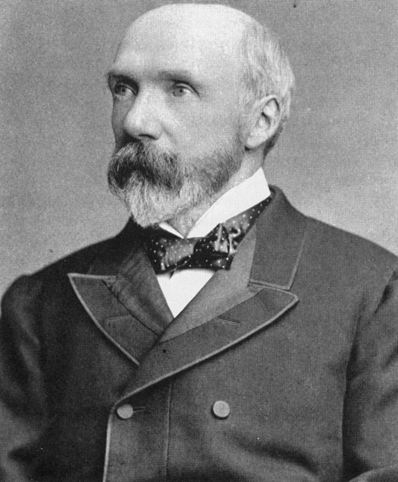
John Anderson

ジョン・アンダーソン（John Anderson FRSE FRS FRGS FZS FLS FRPSE FSA、1833年10月4日 - 1900年8月15日）は、スコットランドの解剖学者、動物学者である。インド博物館の学芸員を務めた。

## 生涯
エディンバラで生まれた。父親はスコットランド国立銀行の職員であった。兄はカルカッタ王立植物園で1861年から1863年の間働く人物で、アンダーソンも若い頃から博物学に興味を持った。銀行員として働いた後、エディンバラ大学で医学を学び、1861年に卒業した。ジョン・グッドサーのもとで解剖学を学び、1962年にM.D.を得た。エディンバラ大学のフリーチャーチ・カレッジで博物学を研究し、スコットランドの海岸の海洋生物に関する論文を発表した。
1864年にインドに渡り、1865年にインド博物館の最初の学芸員となった。哺乳類標本、考古学資料の目録を作り、1867年まで学芸委員を続けた後、ジェームズ・ウッド＝メーソンの後をついで、博物館の監督官となった。清国、ビルマにしばしば採集探検を行ない、ハリネズミ科などの動物の比較解剖学的研究を行った。メルギー群島のセルング民族に関する民族学研究の著書もある。アンダーソンの集めた植物標本はコルカタやキュー・ガーデンやロンドン自然史博物館に残されている。1879年に王立協会のフェローに選ばれ、1885年にエディンバラ大学から名誉博士号を受けた。
1886年にインドでの仕事から引退し、イギリスに帰国する前に日本を旅行した。後にエジプトの動物学標本を集め『エジプトの動物学』"Zoology of Egypt"を著した。
フクロムシ科(Sacculinidae)の種 Sacculina andersoni Giardに献名されている。

## 著作
- Anatomical and zoological researches : comprising an account of the zoological results of the two expeditions to western Yunnan in 1868 and 1875; and a monograph of the two cetacean genera, Platanista and Orcella. London 1878
- Catalogue of Mammalia in the Indian Museum, Calcutta. Kalkutta 1881–1891
- A contribution to the herpetology of Arabia: With a preliminary list of the reptiles and batrachians of Egypt. London 1896 * Zoology of Egypt. London 1898–1907